# Los Angeles Film Critics Association Awards 2017
La 43ª edizione dei Los Angeles Film Critics Association Awards si è tenuta il 3 dicembre 2017, per onorare il lavoro nel mondo del cinema per l'anno 2017.

## Premi
Miglior film
- Chiamami col tuo nome (Call Me by Your Name), regia di Luca Guadagnino
  - 2º classificato: Un sogno chiamato Florida (The Florida Project), regia di Sean Baker

Miglior attore
- Timothée Chalamet - Chiamami col tuo nome (Call Me by Your Name)
  - 2º classificato: James Franco - The Disaster Artist

Miglior attrice
- Sally Hawkins - La forma dell'acqua - The Shape of Water (The Shape of Water)
  - 2º classificato: Frances McDormand - Tre manifesti a Ebbing, Missouri (Three Billboards Outside Ebbing, Missouri)

Miglior regista
- Guillermo del Toro - La forma dell'acqua - The Shape of Water (The Shape of Water)
- Luca Guadagnino - Chiamami col tuo nome (Call Me by Your Name)

Miglior attore non protagonista
- Willem Dafoe - Un sogno chiamato Florida (The Florida Project)
  - 2º classificato: Sam Rockwell - Tre manifesti a Ebbing, Missouri (Three Billboards Outside Ebbing, Missouri)

Miglior attrice non protagonista
- Laurie Metcalf - Lady Bird
  - 2º classificato: Mary J. Blige - Mudbound

Miglior sceneggiatura
- Jordan Peele - Scappa - Get Out (Get Out)
  - 2º classificato: Martin McDonagh - Tre manifesti a Ebbing, Missouri (Three Billboards Outside Ebbing, Missouri)

Miglior fotografia
- Dan Laustsen - La forma dell'acqua - The Shape of Water (The Shape of Water)
  - 2º classificato: Roger Deakins - Blade Runner 2049

Miglior scenografia
- Dennis Gassner - Blade Runner 2049
  - 2º classificato: Paul D. Austerberry - La forma dell'acqua - The Shape of Water (The Shape of Water)

Miglior montaggio
- Lee Smith - Dunkirk
  - 2º classificato: Tatiana S. Riegel - Tonya (I, Tonya)

Miglior colonna sonora
- Jonny Greenwood - Il filo nascosto (Phantom Thread)
  - 2º classificato: Alexandre Desplat - La forma dell'acqua - The Shape of Water (The Shape of Water)

Miglior film in lingua straniera
- 120 battiti al minuto (120 battements par minute), regia di Robin Campillo  ·  Francia
- Loveless (Нелюбовь), regia di Andrej Zvjagincev  ·   Russia

Miglior film d'animazione
- I racconti di Parvana (The Breadwinner), regia di Nora Twomey
  - 2º classificato: Coco, regia di Lee Unkrich e Adrian Molina

Miglior documentario
- Visages villages, regia di Agnès Varda e JR
  - 2º classificato: Jane, regia di Brett Morgen

Miglior film sperimentale/indipendente
- Lee Anne Schmitt - Purge This Land[4]

New Generation Award
- Greta Gerwig[4]

Career Achievement Award
- Max von Sydow